# خوزه تنیا
خوزه تنیا (اسپانیایی: José Teña‎؛ زادهٔ ۲۳ ژانویهٔ ۱۹۵۱) دوچرخه‌سوار اهل اسپانیا است. وی در بازی‌های المپیک تابستانی ۱۹۷۲ شرکت کرده است.